# National Academy of Sciences Building
Le National Academy of Sciences Building est un immeuble de bureaux de Washington, aux États-Unis. Construit selon des plans de Bertram Grosvenor Goodhue, il accueille des services de l'Académie nationale des sciences et l'Académie nationale de médecine. Il est inscrit au Registre national des lieux historiques depuis le 15 mars 1974.